# Vitex chrysocarpa
Espèce
Synonymes
- Vitex pseudochrysocarpa W.Piep.[1]

Vitex chrysocarpa est une espèce de plantes à fleurs de la famille des Lamiaceae et du genre Vitex. C'est un petit arbre tropical présent en Afrique de l'Ouest.